# Alparslan Erdem
Alparslan Erdem (Vechta, 11 dicembre 1988) è un allenatore di calcio ed ex calciatore turco, di ruolo difensore.

## Palmarès

### Club

#### Competizioni nazionali
- Supercoppa di Turchia: 1

Galatasaray: 2008
- TFF 1. Lig: 1

Istanbul B. B.: 2013-2014